# Hipoteza empatii-altruizmu
Hipoteza empatii-altruizmu – próba wyjaśnienia przyczyny zachowań altruistycznych. Dlaczego człowiek pomaga innym, narażając się na poniesienie kosztów, czasem uszczerbek zdrowia lub życia?
Hipoteza empatii mówi, że pomagamy innym aby pozbyć się przykrego samopoczucia, które rodzi się wtedy, gdy przyglądamy się osobie cierpiącej lub potrzebującej pomocy. Empatia powoduje, że wczuwamy się w położenie drugiej osoby i, współczując jej, przeżywamy podobny dyskomfort co ona. Aby pozbyć się tego dyskomfortu i odbudować własny dobrostan wewnętrzny pomagamy drugiej osobie. Dzięki temu ta osoba przestaje cierpieć lub jej cierpienia się zmniejszają, co wywołuje u nas ulgę i poprawę samopoczucia.
Hipotezę tę potwierdza wiele potocznych wypowiedzi osób, które pomagają innym lub uratowały komuś życie, nawet z narażeniem własnego. Na przykład: „Nie mógłbym żyć ze świadomością, że nie pomogłem tonącemu”, „Pozwoliłem, aby to zwierzę cierpiało” etc.
Z hipotezy tej wynika także, że osoby, które mają szczególną zdolność empatycznego wczucia się w położenie innego człowieka mogą:
– bądź to być bardzo pomocne
– bądź unikać pomocy, odwracać się i uciekać od osoby, która tej pomocy potrzebuje, ucieczka powoduje bowiem, że nasze złe samopoczucie również znika.
Oba te wnioski potwierdzone są przez pewną liczbę eksperymentów psychologicznych.